# Alianza por el Gran Cambio
La Alianza por el Gran Cambio fue una alianza política peruana formada en diciembre del 2010 por el Partido Popular Cristiano, el Partido Humanista Peruano, Restauración Nacional y Alianza para el Progreso con el fin de lanzar la candidatura de Pedro Pablo Kuczynski a la Presidencia de la República en las elecciones generales del 2011.
Lograron 12 de los 130 escaños en el Congreso de la República.
Su símbolo está formado por el mapa del Perú, identificando al Partido Popular Cristiano, la letra ''A'' en color azul encerrada en una circunferencia roja, identificando al partido Alianza para el Progreso, y las letras "PPK", acrónimo por el que es conocido Pedro Pablo Kuczynski, candidato presidencial de dicha alianza.
Participaron en las elecciones generales del 2011, en las cuales Kuczynski ocupó el tercer lugar. Pasadas las elecciones la alianza se disolvería. Sin embargo Pedro Pablo Kuczynski indicó que tras reunirse con los congresistas electos por Alianza por el Gran Cambio y con la lideresa del Partido Popular Cristiano, Lourdes Flores, se decidió continuar la coalición en el Congreso de la República.

## Integrantes de la Alianza por el Gran Cambio
Los partidos políticos que conformarjon esta alianza fueron:
| Partido | Partido                   | Ideología principal    | Líder               |
| ------- | ------------------------- | ---------------------- | ------------------- |
|         | Partido Popular Cristiano | Conservadurismo social | Lourdes Flores Nano |
|         | Alianza para el Progreso  | Liberalismo económico  | César Acuña Peralta |
|         | Partido Humanista Peruano | Humanismo              | Yehude Simon Munaro |
|         | Restauración Nacional     | Democracia Cristiana   | Humberto Lay Sun    |

## Bancada parlamentaria
En las elecciones generales del 2011, Alianza por el Gran Cambio obtuvo 12 de los 130 puestos en el Congreso de la República, siendo 7 del Partido Popular Cristiano, 2 de Alianza para el Progreso y 1 del Partido Humanista Peruano, 1 de Restauración Nacional y 1 independiente:
| Región      | Nombre                   | Número de Votos | Partido Politico          |
| ----------- | ------------------------ | --------------- | ------------------------- |
| Arequipa    | Juan Carlos Eguren       | 49,017          | Partido Popular Cristiano |
| Callao      | Enrique Wong             | 17,574          | Independiente             |
| La Libertad | Richard Acuña            | 74,789          | Alianza para el Progreso  |
| Lambayeque  | Yehude Simon             | 49,742          | Partido Humanista Peruano |
| Lima        | Humberto Lay             | 215,066         | Restauración Nacional     |
| Lima        | Alberto Beingolea        | 159,397         | Partido Popular Cristiano |
| Lima        | Lourdes Alcorta          | 93,251          | Partido Popular Cristiano |
| Lima        | Gabriela Pérez del Solar | 60,530          | Partido Popular Cristiano |
| Lima        | Luis Galarreta           | 56,463          | Partido Popular Cristiano |
| Lima        | Luis Iberico             | 53,494          | Alianza para el Progreso  |
| Lima        | Javier Bedoya de Vivanco | 51,051          | Partido Popular Cristiano |
| Lima        | Marisol Pérez Tello      | 50,721          | Partido Popular Cristiano |

### Parlamento Andino
En las mismas elecciones, la alianza también presentó candidatos al Parlamento Andino donde solo obtuvo al ex-congresista Hildebrando Tapia como único representante.
| Candidatos electos           | Votos   |
| ---------------------------- | ------- |
| Hildebrando Tapia            | 226,193 |
|                              |         |
| Candidatos Suplentes electos | Votos   |
| Otoniel Pardo Nima           | 101,090 |
| Walter Ramos Barón           | 52,364  |

## Resultados Electorales

### Elecciones presidenciales
| Año  | Fórmula presidencial | Fórmula presidencial  | Fórmula presidencial | Fórmula presidencial | Votos     | %                | Resultado | Notas |
| Año  | Presidente           | Presidente            | Vicepresidentes      | Vicepresidentes      | Votos     | %                | Resultado | Notas |
| ---- | -------------------- | --------------------- | -------------------- | -------------------- | --------- | ---------------- | --------- | ----- |
| 2011 |                      | Pedro Pablo Kuczynski | 1.º                  | Máximo San Román     | 2 711 450 | \| \| 18.52 % \| | 3.°       |       |
| 2011 | 2.º                  | Pedro Pablo Kuczynski | Marisol Pérez Tello  |                      | 2 711 450 | \| \| 18.52 % \| | 3.°       |       |
|      | 18.52 %              |                       |                      |                      |           |                  |           |       |

### Elecciones parlamentarias
| Año  | Congresistas | Congresistas     | Congresistas | Posición | Notas |
| Año  | Votos        | %                | Escaños      | Posición | Notas |
| ---- | ------------ | ---------------- | ------------ | -------- | ----- |
| 2011 | 1 851 080    | \| \| 14.42 % \| | 12/130       | 4.°      |       |
|      | 14.42 %      |                  |              |          |       |

### Elecciones al Parlamento Andino
| Año  | Votos     | %                | Escaños | Posición | Notas |
| ---- | --------- | ---------------- | ------- | -------- | ----- |
| 2011 | 1 413 785 | \| \| 13.94 % \| | 1/5     | 4.º      |       |
|      | 13.94 %   |                  |         |          |       |

## Disolución
A mediados del 2013, las entonces Congresistas Gabriela Pérez del Solar y Lourdes Alcorta, renunciaron al Partido Popular Cristiano y a la bancada de Alianza por el Gran Cambió, sin embargo, se agruparon a la bancada Unión Regional que fue formada por exmiembros de Perú Posible. En dicha agrupación también se sumaron Humberto Lay y Yehude Simon quienes también habían renunciado a dicha bancada, sin embargo, Simon renunció a Unión Regional y quedó como congresista independiente.
El 15 de julio del mismo año, el congresista Enrique Wong anunció también su separación de dicha alianza y el 24 de julio, anunció que formaría parte de la bancada Solidaridad Nacional.

## PPC-APP
Tras la renuncia de varios parlamentarios a la bancada Alianza Por el Gran Cambio, la agrupación paso a llamarse PPC-APP y estaba conformada por 5 integrantes del Partido Popular Cristiano y 2 de Alianza para el Progreso. El vocero de dicha agrupación fue Alberto Beingolea.